# Loïs Oudemast
Loïs Oudemast (IJmuiden, 13 april 1989) is een Nederlands voetballer.
Na haar trouwen komt ze uit onder de naam Loïs Schenkel.

## Carrière
Oudemast maakt in 2008 de overstap van Fortuna Wormerveer naar AZ om mee te doen in de nieuwe Eredivisie voor Vrouwen. In 2009 werd ze landskampioen met de club. 
In seizoen 2010/11 speelde ze haar laatste seizoen bij AZ, die besloten te stoppen met de vrouwentak. In de laatste wedstrijd van het seizoen werd de KNVB beker gewonnen. Daarna stapte ze over naar SC Telstar VVNH. In 2014 stapte ze over naar Ajax. In 2018 tekende ze voor een jaar bij bij Ajax, waar ze sinds 2017 de aanvoerder is. Begin maart 2019 maakte ze bekend aan het einde van het seizoen 2018/2019 een punt achter haar loopbaan als speelster te zetten.

## Erelijst
- Landskampioen: 2009, 2010 (AZ)
- KNVB beker: 2011 (AZ)
- BeNe League B: 2013  (Telstar)
- Landskampioen: 2017, 2018 (Ajax)
- KNVB beker: 2017 , 2018 , 2019 (Ajax)

## Statistieken
| Seizoen | Club    | Land      | Competitie  | Wedstrijden | Doelpunten |
| ------- | ------- | --------- | ----------- | ----------- | ---------- |
| 2008/09 | AZ      | Nederland | Eredivisie  | 22          | 3          |
| 2009/10 | AZ      | Nederland | Eredivisie  | 11          | 1          |
| 2010/11 | AZ      | Nederland | Eredivisie  | 20          | 3          |
| 2011/12 | Telstar | Nederland | Eredivisie  | 18          | 6          |
| 2012/13 | Telstar | Nederland | BeNe League | 23          | 10         |
| 2013/14 | Telstar | Nederland | BeNe League | 23          | 4          |
| 2014/15 | Ajax    | Nederland | BeNe League | 14          | 0          |
| 2015/16 | Ajax    | Nederland | Eredivisie  | 10          | 1          |
| 2016/17 | Ajax    | Nederland | Eredivisie  | 23          | 0          |
| 2017/18 | Ajax    | Nederland | Eredivisie  | 15          | 3          |
| 2018/19 | Ajax    | Nederland | Eredivisie  | 9           | 0          |

Laatste update 26 april 2019(CEST)